# Đại mạch
Đại mạch, tên khoa học Hordeum vulgare, là một loài thực vật thân cỏ một năm thuộc họ lúa mạch (barley). Chúng cung cấp loại ngũ cốc quan trọng (major cereal grain) cho trữ lượng lương thực trên thế giới. Theo thống kê về thu hoạch ngũ cốc trên thế giới năm 2007, đại mạch đứng thứ tư theo lượng sản xuất (136 triệu tấn) và diện tích canh tác (566.000 km²). Đại mạch có nhiều chủng loại khác nhau, thường được dùng làm thức ăn gia súc được gọi là Feed Barley. Một số loại đại mạch có chất lượng dinh dưỡng cao có thể dùng làm thực phẩm cho người và gia súc hoặc để lên men sản xuất rượu bia được gọi là Malt Barley.

## Sản xuất

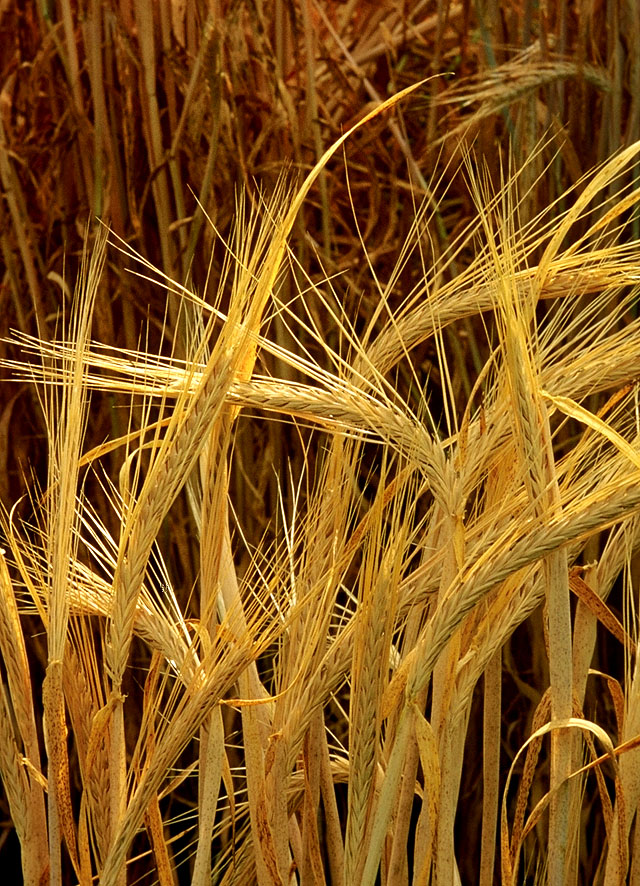
Đại mạch

| Danh sách mười quốc gia sản xuất lúa mạch — 2007 (triệu tấn) | Danh sách mười quốc gia sản xuất lúa mạch — 2007 (triệu tấn) |
| ------------------------------------------------------------ | ------------------------------------------------------------ |
| Nga                                                          | 15,7                                                         |
| Canada                                                       | 11,8                                                         |
| Tây Ban Nha                                                  | 11,7                                                         |
| Đức                                                          | 11,0                                                         |
| Pháp                                                         | 9,5                                                          |
| Thổ Nhĩ Kỳ                                                   | 7,4                                                          |
| Ukraina                                                      | 6,0                                                          |
| Úc                                                           | 5,9                                                          |
| Anh Quốc                                                     | 5,1                                                          |
| Hoa Kỳ                                                       | 4,6                                                          |
| Thế giới                                                     | 136                                                          |
| Nguồn: UN Food & Agriculture Organization (FAO)              |                                                              |